# 高永红
高永红（1942年10月—2019年7月5日），青海格尔木人，中国政治人物，青海省第九届、十届人民代表大会常务委员会副主任。曾任格尔木市委副书记、海西州人民政府副州长、州委副书记、州长等职务。